# Código postal de España
El sistema de código postal español comprende una serie de códigos utilizados para mejorar el funcionamiento del servicio postal en España. Los códigos postales fueron introducidos en España en 1981, coincidiendo con la puesta en marcha de los procedimientos automatizados de clasificación de correspondencia. Previamente, desde principios del decenio de 1961 a 1970, existían en las principales ciudades los denominados "distritos postales", que abarcaban zonas más amplias que los códigos postales que luego se introdujeron. En 1985, en una primera fase, se introdujo el uso del código solamente en las capitales de provincia (con el 0 como tercer dígito) y en las ciudades de Vigo y Gijón, al dividirse todas ellas en varias zonas y asignarse un código a cada una de ellas. En 1987, todas las localidades restantes estrenaron sus códigos postales, únicos para toda la población e incluso para varias poblaciones de un mismo municipio (tercer dígito entre el 1 y el 9). Posteriormente ha habido algunos cambios, que básicamente consistieron en la zonificación y asignación de códigos de los municipios no capitales de mayor población.
En la actualidad el territorio español se divide en 11 752 códigos postales.
Los códigos postales españoles constan de cinco cifras, de las que las dos primeras hacen referencia a la provincia por orden alfabético (según el nombre oficial en el año de implantación), seguidas de las ciudades de Ceuta y Melilla, cuyos códigos inicialmente pertenecían a las provincias de Cádiz y Málaga respectivamente y años después se les asignaron nuevos códigos, tal y como se observa en esta tabla:
| 01 Álava           | 08 Barcelona   | 15 La Coruña   | 23 Jaén      | 30 Murcia      | 38 Santa Cruz de Tenerife | 45 Toledo     |
| 02 Albacete        | 09 Burgos      | 16 Cuenca      | 24 León      | 31 Navarra     | 38 Santa Cruz de Tenerife | 46 Valencia   |
| 03 Alicante        | 10 Cáceres     | 17 Gerona      | 25 Lérida    | 32 Orense      | 39 Cantabria4             | 47 Valladolid |
| 04 Almería         | 11 Cádiz       | 18 Granada     | 26 La Rioja2 | 33 Asturias3   | 40 Segovia                | 48 Vizcaya    |
| 05 Ávila           | 12 Castellón   | 19 Guadalajara | 26 La Rioja2 | 34 Palencia    | 41 Sevilla                | 49 Zamora     |
| 06 Badajoz         | 13 Ciudad Real | 20 Guipúzcoa   | 27 Lugo      | 35 Las Palmas5 | 42 Soria                  | 50 Zaragoza   |
| 07 Islas Baleares1 | 13 Ciudad Real | 21 Huelva      | 28 Madrid    | 36 Pontevedra  | 43 Tarragona              | 51 Ceuta      |
| 07 Islas Baleares1 | 14 Córdoba     | 22 Huesca      | 29 Málaga    | 37 Salamanca   | 44 Teruel                 | 52 Melilla    |

1 Orden de Baleares
2 Orden de Logroño
3 Orden de Oviedo
4 Orden de Santander
5 Orden de Palmas.

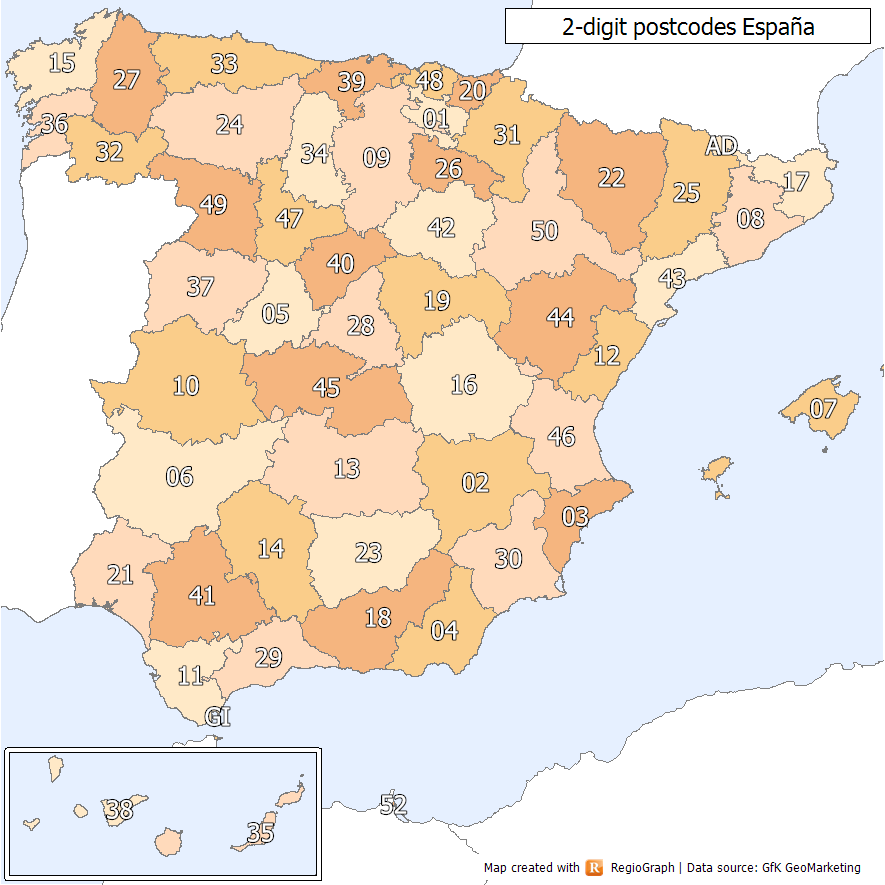
Códigos de área de 2 dígitos de España.

Las tres cifras finales indican la zona postalː
- la tercera cifra indica el encaminamiento;
- el cuarto dígito representa la ruta;
- el quinto dígito representa el reparto.

Las capitales de provincia y algunas grandes ciudades están divididas en varias zonas postales, mientras que en el resto de localidades un mismo código se aplica a toda la localidad o incluso a varias localidades cercanas.
Para hacer más fácil la introducción de los nuevos códigos postales, en las ciudades en las que existían distritos postales, como Madrid, Barcelona y Valencia, se hizo que el tercer dígito del nuevo distrito postal fuera un cero y los dos últimos dígitos se correspondieran con el antiguo distrito postal. Así, por ejemplo, las direcciones de la zona Madrid 9 pasaron a tener el código 28009, las de Madrid 10 el código 28010, etc. No obstante, en aquellas zonas que fueron subdivididas, solo coincidía el último dígito y no el penúltimo y último. Por ejemplo, el distrito Madrid 5 se dividió en 28005 y 28045; y el Madrid 6 en 28006, 28016, 28036 y 28046 (quedando el 28026 para el antiguo distrito Madrid 26. 
En las capitales de provincia (y solamente en ellas) la primera cifra de la zona postal (es decir, la cifra central de las cinco que componen el código) es siempre un cero.
En cada capital de provincia existen unos códigos reservados para usos especiales:
- 070 para correspondencia oficial de Correos y Telégrafos
- 071 para correspondencia de organismos oficiales
- 080 para apartados y lista de correos

También otras localidades tienen códigos postales especiales para estos usos, sin ser la capital de provincia.
Así por ejemplo, Gijón (Principado de Asturias) que dispone de varios códigos postales, según los barrios de la ciudad (p. ej. 33201 para Cimadevilla, 33213 para El Cerillero, etc.) de igual modo que disponen de códigos postales específicos para correspondencia oficial de Correos y Telégrafos, para organismos oficiales y para apartados postales y lista de Correos (en el caso de Gijón, 33200, o Reus 43200)
Para consultar con fiabilidad el código postal de una población es muy práctica la página web de Correos y Telégrafos, así como para códigos postales andorranos y códigos internacionales de países adscritos a la Unión Postal Universal.